# Эскарпета, Арлен
А́рлен Алекса́ндр Эскарпе́та (англ. Arlen Alexander Escarpeta; род. 9 апреля 1981, Белиз) — белизский и американский актёр, известный по таким фильмам как «Пятница 13», «Навстречу Шторму» и «Пункт назначения 5».

## Карьера
Арлен Александр Эскарпета известен по ролям в фильмах «Пятница 13», «Братство» и «Пункт назначения 5». В 2000 году Эскарпета получил свою первую роль в фильме Грега Моргана «The Playaz Court». В последующие годы, он появился в различных телевизионных сериалах, таких как «Бостонская школа», «Щит», «Справедливая Эми» и «Бумтаун». В 2002 году Эскарпета снялся в фильме «Особо тяжкие преступления». Он также появился в сериалах «Скорая помощь» и «Детектив Раш». В следующем году, он снялся с Мэттью Макконахи и Мэттью Фоксом в драме «Мы — одна команда». В 2012 году продюсировал фильм «Потеря Жизни».

## Фильмография
- Скорая помощь (сериал, 1994—2009), Адриан
- Седьмое небо (сериал, 1996—2007), Студент #2(Массовка)
- Справедливая Эми (сериал, 1999—2005), Ангел
- Закон и порядок. Специальный корпус (сериал, 1999 — …) Эзра
- Бостонская школа (сериал, 2000—2004) Скотт
- The Playaz Court (2000) Реджи
- Щит (сериал, 2002—2008) Сонни
- Особо тяжкие преступления (2002) Второй гость
- Без следа (сериал, 2002—2009) Питер
- Американские мечты (сериал, 2002—2005) Сэм Уолкер
- Бумтаун (сериал, 2002—2003)
- Морская полиция: Спецотдел (сериал, 2003 — …) Рэндел
- Детектив Раш (сериал, 2003—2010) Клайд
- Доктор Хаус (сериал, 2004—2012) Брант
- Американское оружие (2005) Джей
- Мы — одна команда (2006) Реджи Оливер
- Десять заповедей (2007) Тодд
- Преступники (2009) Корри
- Пятница 13-е (2009) Лоуренс
- Сознание (сериал, 2009) Клэй Джеферсон
- Морская полиция: Лос-Анджелес (сериал, 2009 — …) Честер
- Братство (2010) Майк
- Привилегии богатых девчонок (2010) Дешан
- Сын полуночи (2011) Рассел
- Пункт назначения 5 (2011) Натан
- Тайный круг (сериал, 2011—2012) Холдан
- Гримм (сериал, 2011—2017) Клэй Питмэн
- Стартрек: Возмездие (2013) (Озвучка)
- За пределами (сериал, 2014—2015) Тим Давкинс
- Навстречу шторму (2014) Дарил
- Уитни (ТВ, 2015) Бобби Браун
- Поиски (сериал, 2023–н.в.) Зик Уоллес

## Интересные факты
- Его мать работала стоматологом в одной из местных клиник.
- Окончил с отличием Лос-Анджелесскую школу исккуств.
- В детстве занимался легкой атлетикой.